# Retrato de Romaine Lacaux
El retrato de Romaine Lacaux (en francés: Portrait de Romaine Lacaux ) es una pintura de Pierre-Auguste Renoir de 1864. Es probablemente la obra firmada más antigua conservada de este maestro francés. Desde 1942 forma parte de la colección del Museo de Arte de Cleveland .

## Presentación
Romaine Lacaux (1855 - 1918) fue la segunda de los hijos del fabricante de porcelana parisino Paul-Adolphe Lacaux. Renoir, originario de Limoges, famosa por su porcelana, se había ganado la vida siendo adolescente pintando vajillas al estilo rococó, hasta que la invención de un método mecánico para imprimir la porcelana acabó con el pintado a mano y la fábrica donde trabajaba tuvo que cerrar. Los amigos de esa época probablemente lo pusieron en contacto con Lacaux, quien le dio al pintor uno de sus primeros encargos. Renoir lo aprovechó, porque constantemente necesitaba dinero al comienzo de su carrera. No es posible decir con certeza dónde fue pintado el retrato. Tanto la residencia de la familia Lacaux en la Rue de la Roquette en el XI Distrito de París como Barbizon, donde residieron la familia y el pintor en el verano de 1864, se mencionan como una opción.
Renoir se inspiró en un retrato en el Louvre de la infanta Margarita de Diego Velázquez. Trató de igualar el naturalismo del pintor español, pero sin asumir su paleta de tonos sombríos. A lo largo de su carrera, Renoir se mantendría fiel a su preferencia por el delicado uso del color durante el rococó. La cara finamente pintada de Romaine Lacaux es un ejemplo sorprendente de esto. Aunque algunos elementos, como la silla, son menos exitosos, la pintura en su conjunto tiene una nueva apariencia, que Renoir no podrá superar en los otros retratos de su primer período.

## Origen
- propiedad de la familia Lacaux, París
- propiedad de Edmond Decap, Paris
- legado a Maurice Barret-Decap, Biarritz
- 12 de diciembre de 1929: vendido a Roger Bernheim, París por 330.000 francos
- Alrededor de 1941: propiedad de los comerciantes de arte Jacques Seligmann & Co., Nueva York
- 1942: donación del Fondo Hanna al Museo de Arte de Cleveland

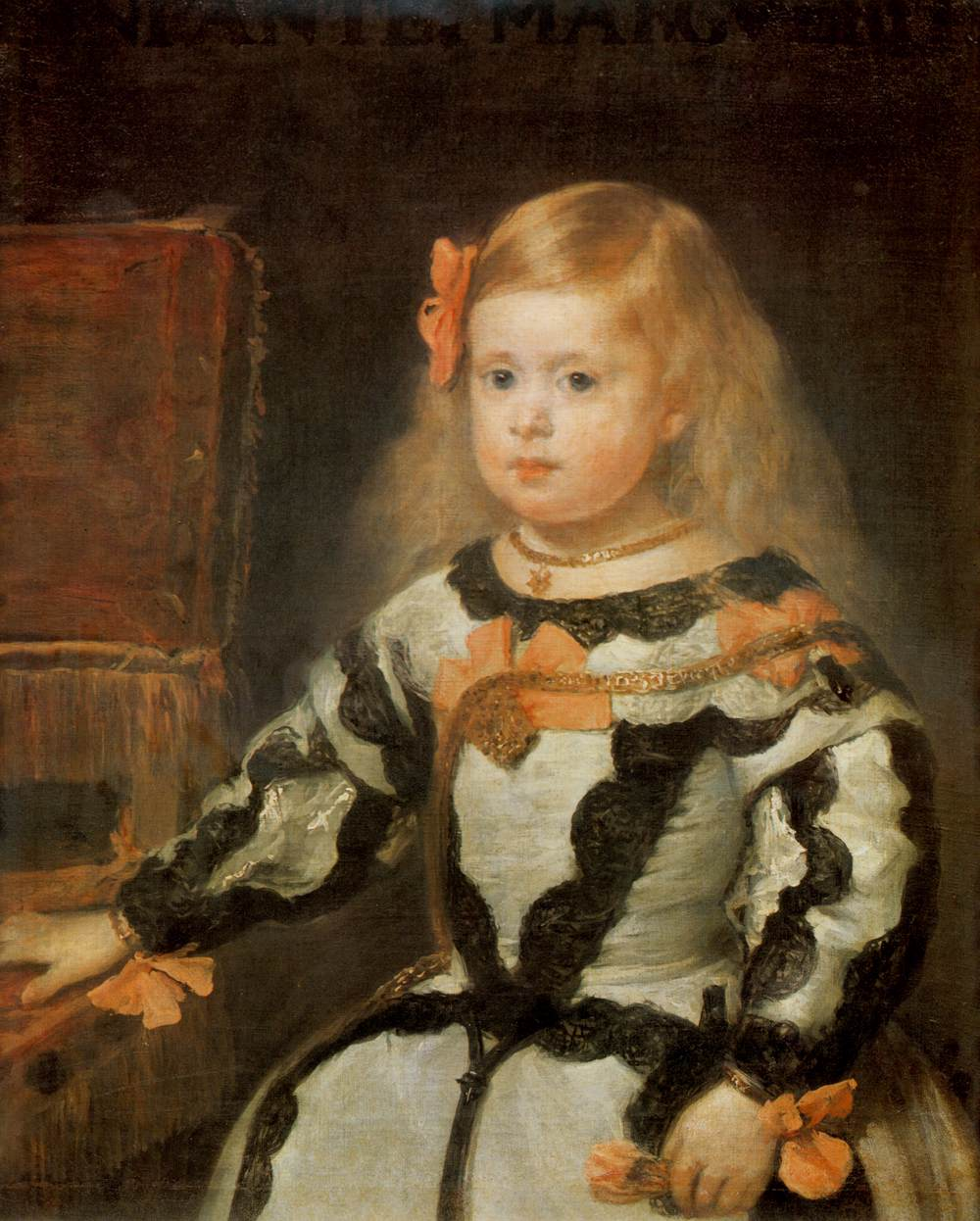
Retrato de la infanta Margarita - Diego Velázquez